# 小行星2502
小行星2502（2502 Nummela）是一颗围绕太阳公转的小行星。1943年3月3日，爾約·維薩拉在图尔库发现了此天体。
該小行星以芬蘭的城市群努梅拉命名。
这颗小行星的绝对星等为129.9687150095298等。